# Pusillathetis fiorii
Pusillathetis fiorii är en fjärilsart som beskrevs av Emilio Berio 1976-1977 [1977. Pusillathetis fiorii ingår i släktet Pusillathetis och familjen nattflyn. Inga underarter finns listade.